# 붓꼬리바위왈라비
붓꼬리바위왈라비 또는 작은귀바위왈라비(Petrogale penicillata)는 캥거루과에 속하는 바위왈라비속 유대류의 일종이다. 브리즈번 북서부 약 100km 지역부터 빅토리아 주 북부까지 그레이트디바이딩산맥을 따라 이어지는 바위 더미와 절벽에서 서식하며, 우림과 건조 경엽수림의 식물 속에서 산다. 분포 지역의 남부와 서부에서는 개체군이 감소 추세에 있지만 뉴사우스웨일스주 북부와 퀸즐랜드주 남부 지역에서는 지역적으로 흔하게 발견된다.